# QIX (informatique)
Pour les articles homonymes, voir QIX.
 (octobre 2014).
Si vous disposez d'ouvrages ou d'articles de référence ou si vous connaissez des sites web de qualité traitant du thème abordé ici, merci de compléter l'article en donnant les références utiles à sa vérifiabilité et en les liant à la section « Notes et références ».
En Informatique et Communication, le sigle QIX est créé à partir de l'expression « Québec Internet eXchange ».
À l'initiative du RISQ, plusieurs fournisseurs d'accès à Internet se regroupèrent en 1995 afin de maximiser la rapidité des communications au niveau provincial. C'est ainsi que naquit le QIX « Québec Internet eXchange », lieu neutre où les fournisseurs d'accès à Internet québécois échangent localement leurs tables de routage et leurs trafics avec le RISQ.
En 2013, le QIX devient l'Échange Internet de Montréal, une entreprise sans but lucratif opérant toujours sous le sigle QIX. Depuis 2023, l'Échange est présent dans 6 centres de données sur l'ile de Montréal, dans trois centres de Cologix (MTL1, MTL3 et MTL7), eStruxture MTL-1, Vantage DC Montreal II (anciennement Hypertec YUL1) et Equinix MT1 et compte maintenant plus de 100 membres.
Ses membres notoires sont:
- Akamai
- Amazon AWS
- CANARIE
- CBC/Radio-Canada
- Canadian Internet Registration Authority (CIRA)
- Cloudflare
- Cogeco
- Eastlink
- EBOX
- Fastly
- Fibrenoire
- Google
- Hurricane Electric
- i3D/Ubisoft
- Limelight
- Microsoft
- OVH
- Oracle Cloud
- RISQ (Réseau d'informations scientifiques du Québec)
- Teksavvy
- Telus
- Twitch
- Zayo

L'échange héberge aussi des services critiques au fonctionnement de l'Internet tel que trois serveurs serveurs racines DNS "ROOT" ainsi que deux serveur de temps NTP stratum 1.
À l'échelle planétaire, il existe aujourd'hui plus de 600 Internet Exchange Point de ce type dans une centaine de pays.